# 2015-ös WTA Finals
A 2015-ös WTA Finals a WTA által évente megrendezett tenisztorna, amelyen az aktuális WTA-világranglista legjobb helyezettjei vehetnek részt. A torna a versenyévad záró eseménye, amelyet 1972 óta rendeznek meg. Egyéniben ez a 45. verseny, a párosok idén 40. alkalommal mérkőznek. A torna jelenlegi elnevezése BNP Paribas WTA Finals Singapore Presented by SCglobal, rövidítve WTA Finals, korábban a WTA Tour Championships nevet viselte.
A tornán az egyéni világranglista első nyolc helyezettje szerezhetett kvalifikációt, sérülés vagy egyéb okból távolmaradás esetén a ranglista következő helyezettje szerzett jogot a részvételre.
Az egyéni versenyt a lengyel Agnieszka Radwańska nyerte, a párosok versenyén az első helyet a svájci Martina Hingis és az indiai Szánija Mirza duó szerezte meg.

## A verseny

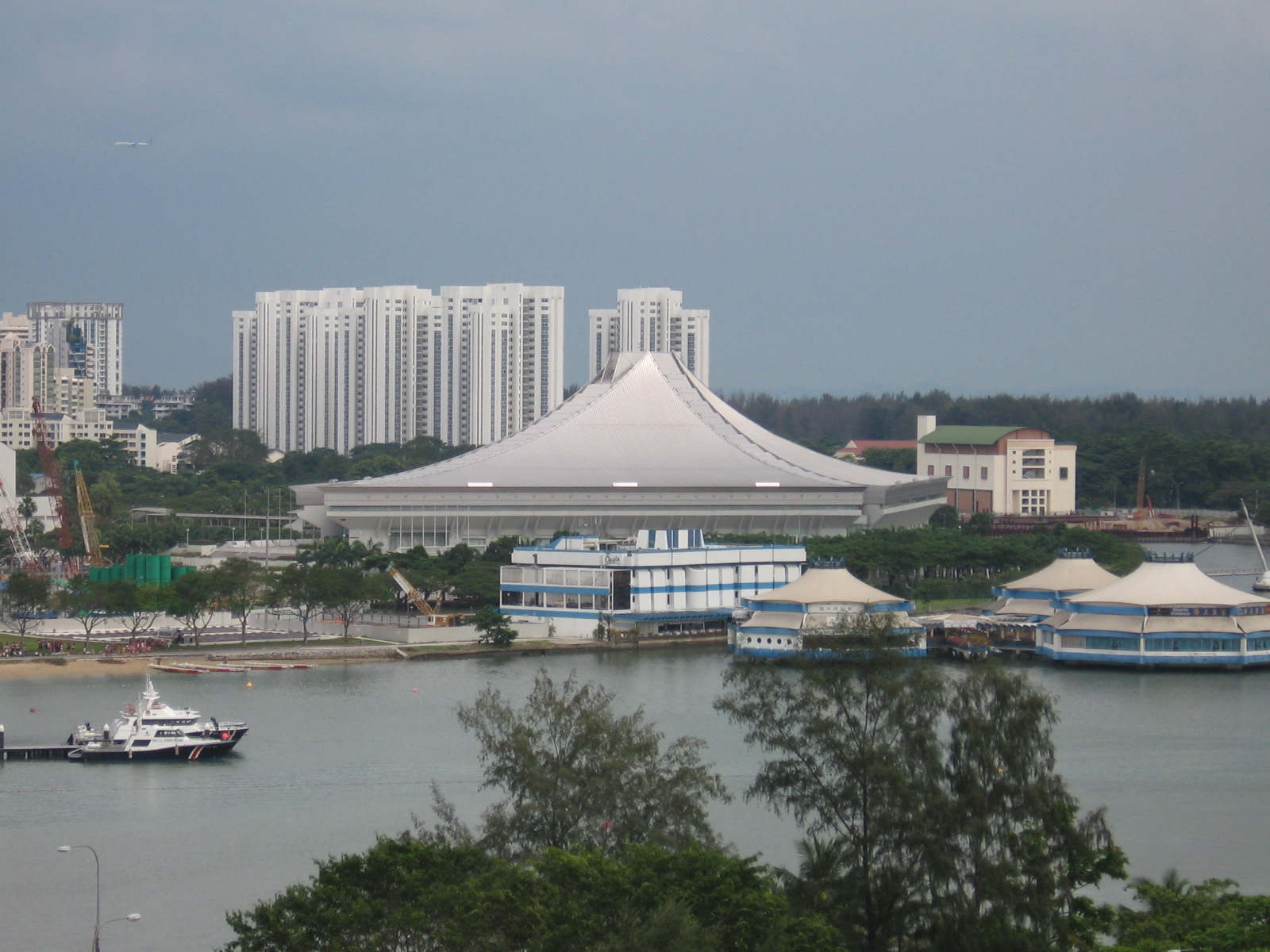
A Singapore Indoor Stadium a WTA Finals helyszíne

A verseny helyszíne 2015. október 25. – november 1. között Szingapúrban a Singapore Indoor Stadium volt. Az esemény idején bemutató versenyekre is sor került a WTA feltörekvő csillagai (WTA Rising Star), valamint a WTA legendái (WTA Legends) részvételével.

### A kvalifikáció
Az egyéni versenyre az a nyolc játékos szerezhetett indulási jogot, aki az adott év folyamán a WTA pontversenyén az előzetesen meghatározott 16 tornát figyelembe véve a legtöbb pontot szerezte. A 16 tornába az alábbiak számítottak bele: a négy Grand Slam-torna, a négy Premier Mandatory torna, az öt Premier 5 torna közül a két legjobb eredmény, valamint a többi versenyen szerzett pontok közül a hat legjobb.
A páros versenyen az év során az adott pár által elért 11 legjobb eredményt vették figyelembe. Az egyéni kvalifikáció szabályaival ellentétben a párosoknál nem volt kötelező sem a Grand Slam-tornák, sem a Premier Mandatory versenyek beszámítása.

### A lebonyolítás formája
Mind az egyéni, mind a páros versenyen a nyolc résztvevőt két négyes csoportba sorsolták, ahol körmérkőzést játszottak egymással. A csoportok első két helyezettje jutott az elődöntőbe. Az elődöntőben a csoportelsők a másik csoport második helyezettjével játszottak a döntőbe jutásért. A döntőt a két elődöntő győztese vívta.
A helyezések eldöntése a körmérkőzéses szakaszban
A helyezések az alábbiak figyelembe vételével dőltek el:
1. A győzelmek száma
2. Ha a győzelmek száma egyenlő volt, akkor a mérkőzéseken nyert játszmák száma döntött
3. Ha ez is egyenlő volt, akkor két játékos holtversenye esetén az egymás elleni eredményt, ha három játékos között volt holtverseny, akkor elsőként a játszmaarányt, másodikként a játékarányt vették figyelembe.

## A díjalap és a ranglistapontok
A 2015. évi BNP Paribas WTA Finals díjalapja 7 000 000 amerikai dollár volt. A díjalap elosztását, valamint a versenyen szerezhető pontokat a táblázat mutatja.
| Eredmény                               | Egyéni                                                            | Páros                                                          | Pontok   |
| -------------------------------------- | ----------------------------------------------------------------- | -------------------------------------------------------------- | -------- |
| Győztes                                | KM1 + $1,750,000                                                  | KM + $350,000                                                  | KM + 810 |
| Döntős                                 | KM + $590,000                                                     | KM + $110,000                                                  | KM + 360 |
| Elődöntős                              | KM + $40,000                                                      | KM + $7,500                                                    | KM       |
| Körmérkőzéses szakaszban győzelmenként | +$153,000                                                         | +$25,000                                                       | +230     |
| Körmérkőzéses szakaszban vereségenként | ---                                                               | ---                                                            | +70      |
| Díjazás a részvételért                 | 3 mérkőzés = $151,000 2 mérkőzés = $130,000 1 mérkőzés = $110,000 | 3 mérkőzés = $75,000 2 mérkőzés = $60,000 1 mérkőzés = $50,000 | ---      |
| Tartalékok                             | 2 mérkőzés = $109,000 1 mérkőzés = $89,000 0 mérkőzés = $68,000   | 2 mérkőzés = $50,500 1 mérkőzés = $35,000 0 mérkőzés = $25,000 | ---      |

- 1 KM – a körmérkőzések során szerzett díjakat, illetve pontokat jelzi.

## A kvalifikációt szerzett versenyzők

### Egyéni
| #      | Versenyző           | Pont | Verseny | Kvalif. dátum |
| ------ | ------------------- | ---- | ------- | ------------- |
| sérült | Serena Williams     | 9945 | 14      | Július 6      |
| 1      | Simona Halep        | 5790 | 17      | Szeptember 4  |
| 2      | Garbiñe Muguruza    | 4511 | 19      | Október 8     |
| 3      | Marija Sarapova     | 4322 | 16      | Szeptember 10 |
| 4      | Petra Kvitová       | 3491 | 18      | Október 14    |
| 5      | Agnieszka Radwańska | 3425 | 23      | Október 18    |
| 6      | Angelique Kerber    | 3400 | 24      | Október 21    |
| 7      | Flavia Pennetta     | 3252 | 19      | Október 21    |
| 8      | Lucie Šafářová      | 3221 | 21      | Október 22    |

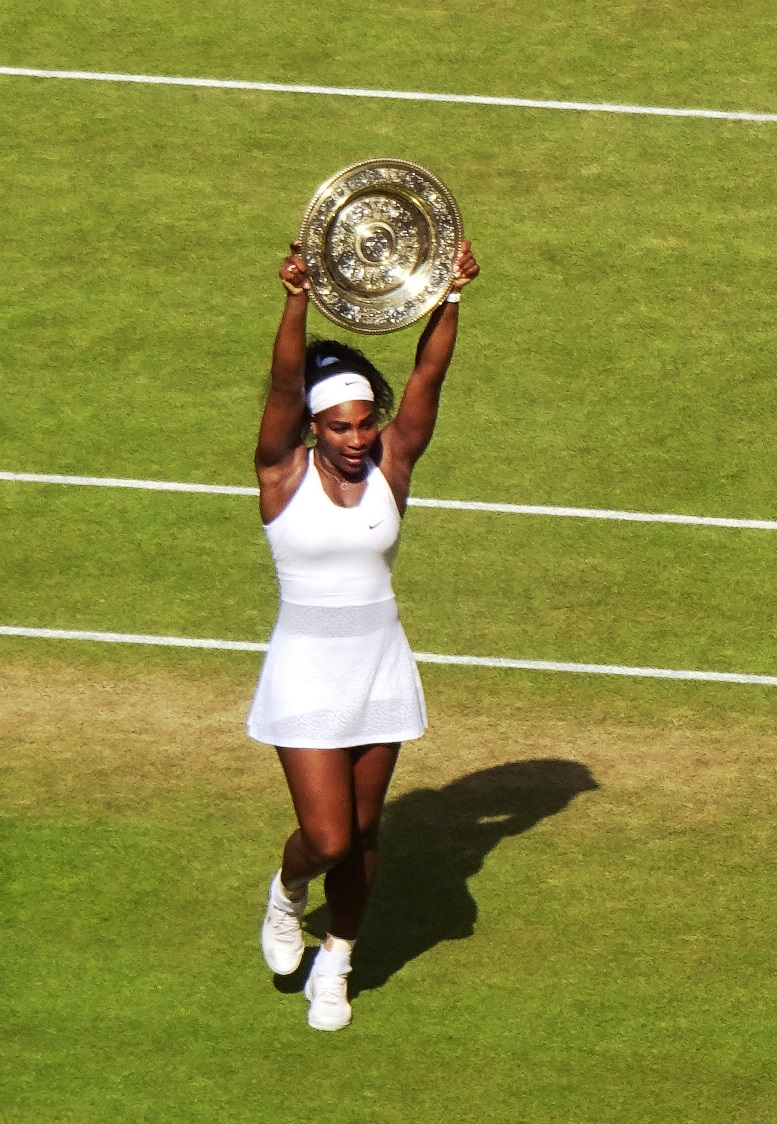
Serena Williams három Grand Slam-tornát nyert 2015-ben

 Július 6-án Serena Williams elsőként kvalifikálta magát a WTA Finals versenyébe, de október 2-án bejelentette, hogy egészségi okokból távol marad a versenytől.
A 2015. évi döntőben egy egykori világelső, három Grand Slam-győztes és négy Grand Slam-döntős szerepelt. A két tartalék Venus Williams és Carla Suárez Navarro volt.

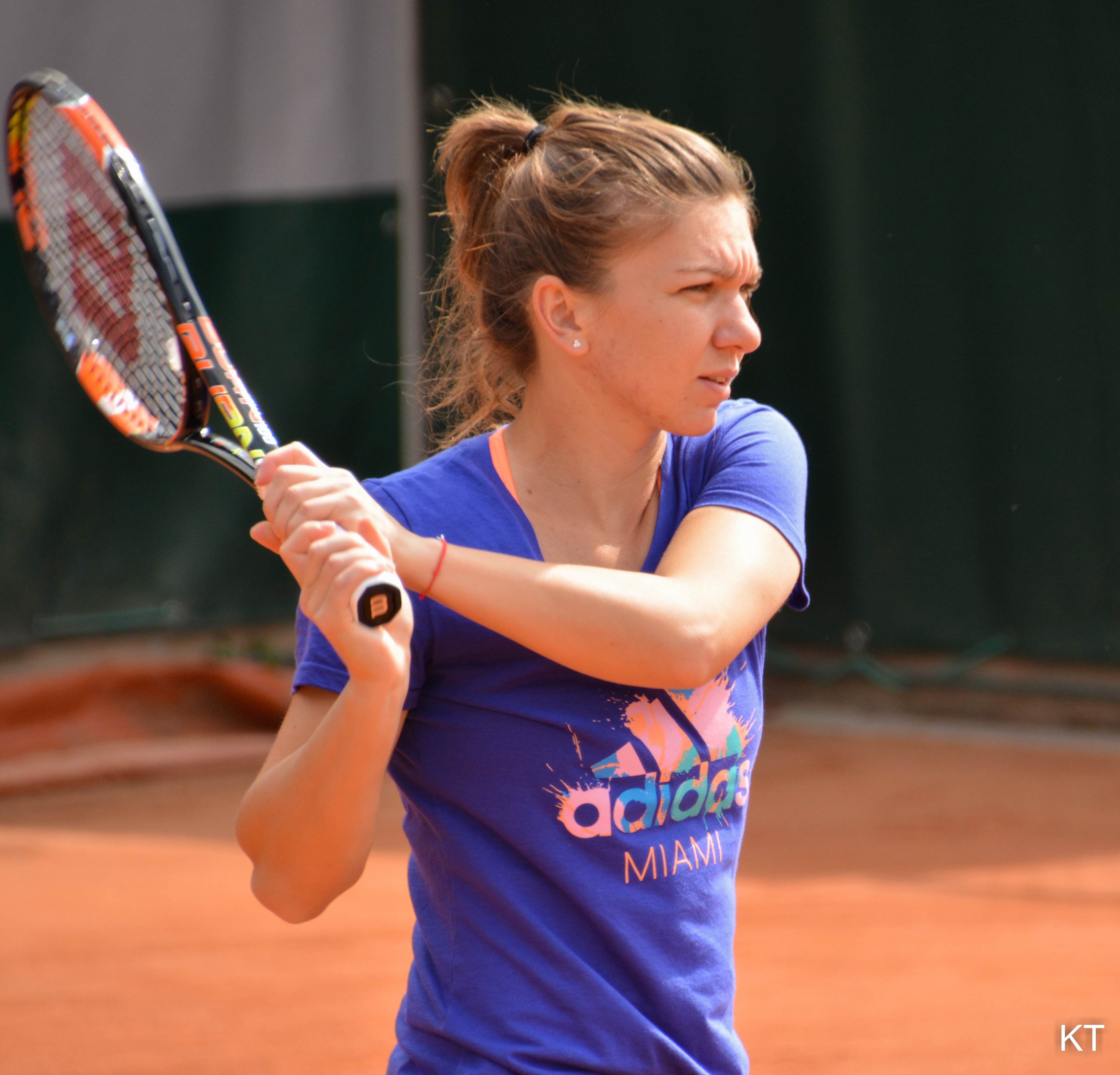
Simona Halep karrierje legnagyobb győzelmét Indian Wellsben érte el
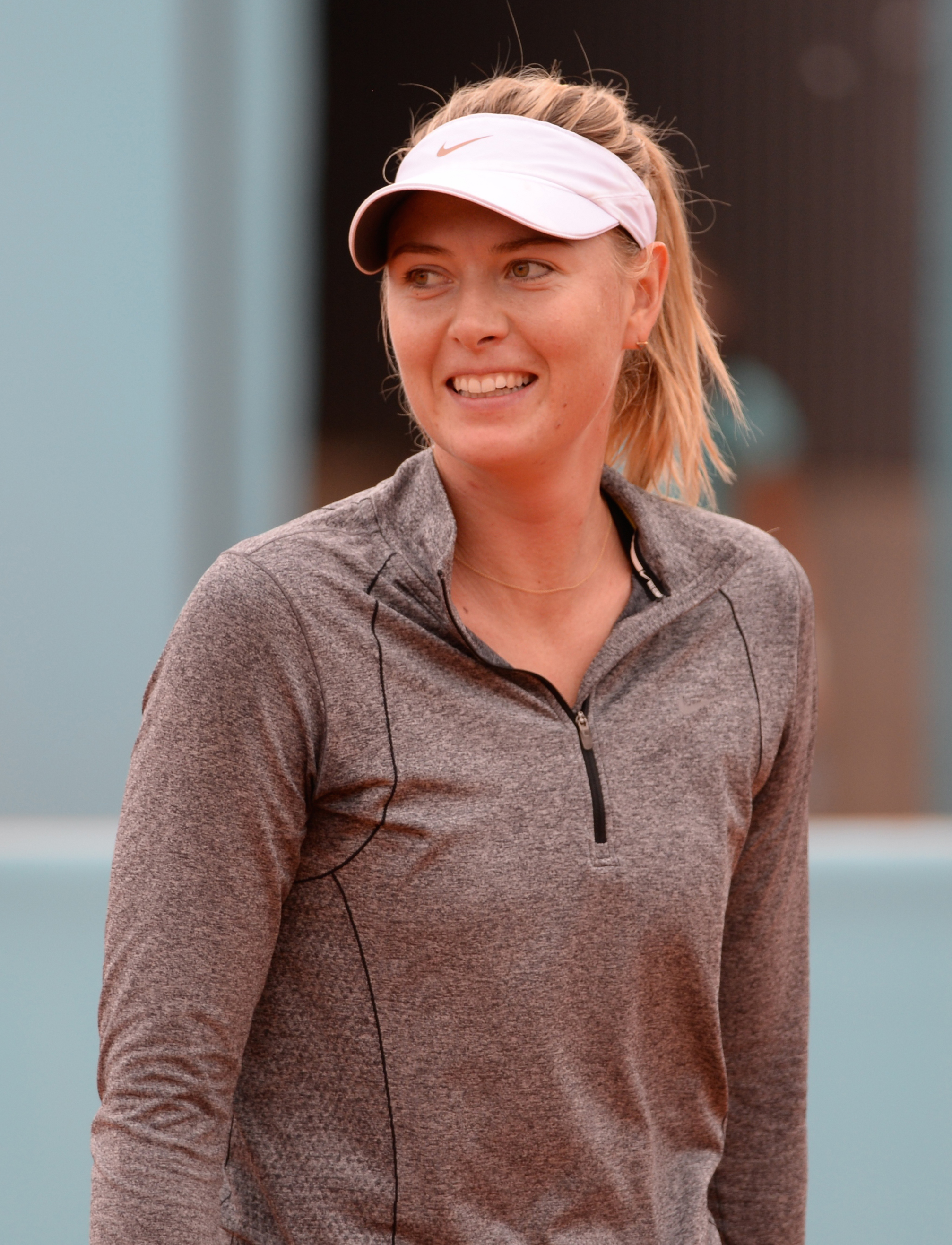
Marija Sarapova 2015-ben az Australian Open döntőse volt
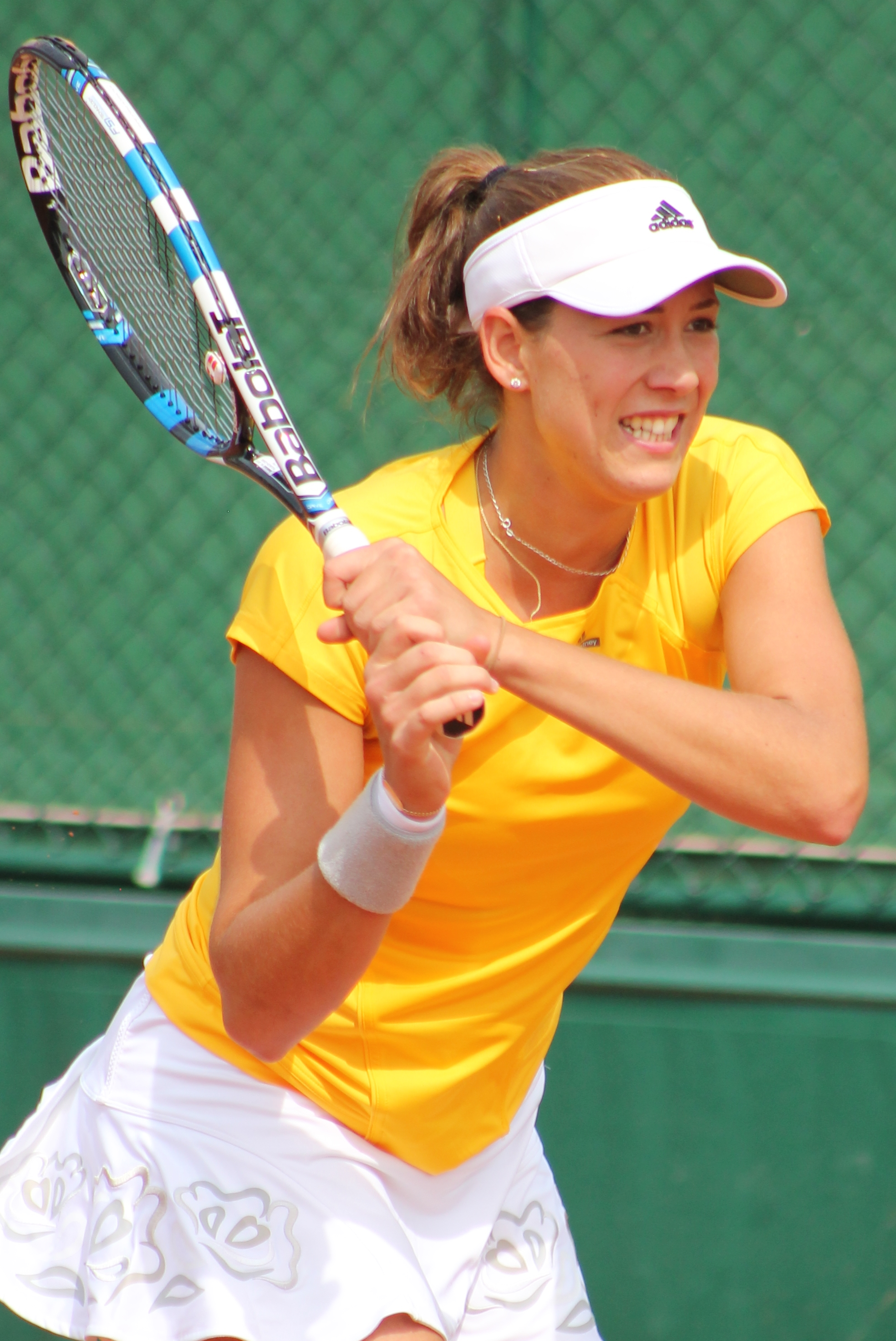
Garbiñe Muguruza első Grand Slam döntője 2015-ben Wimbledonban volt
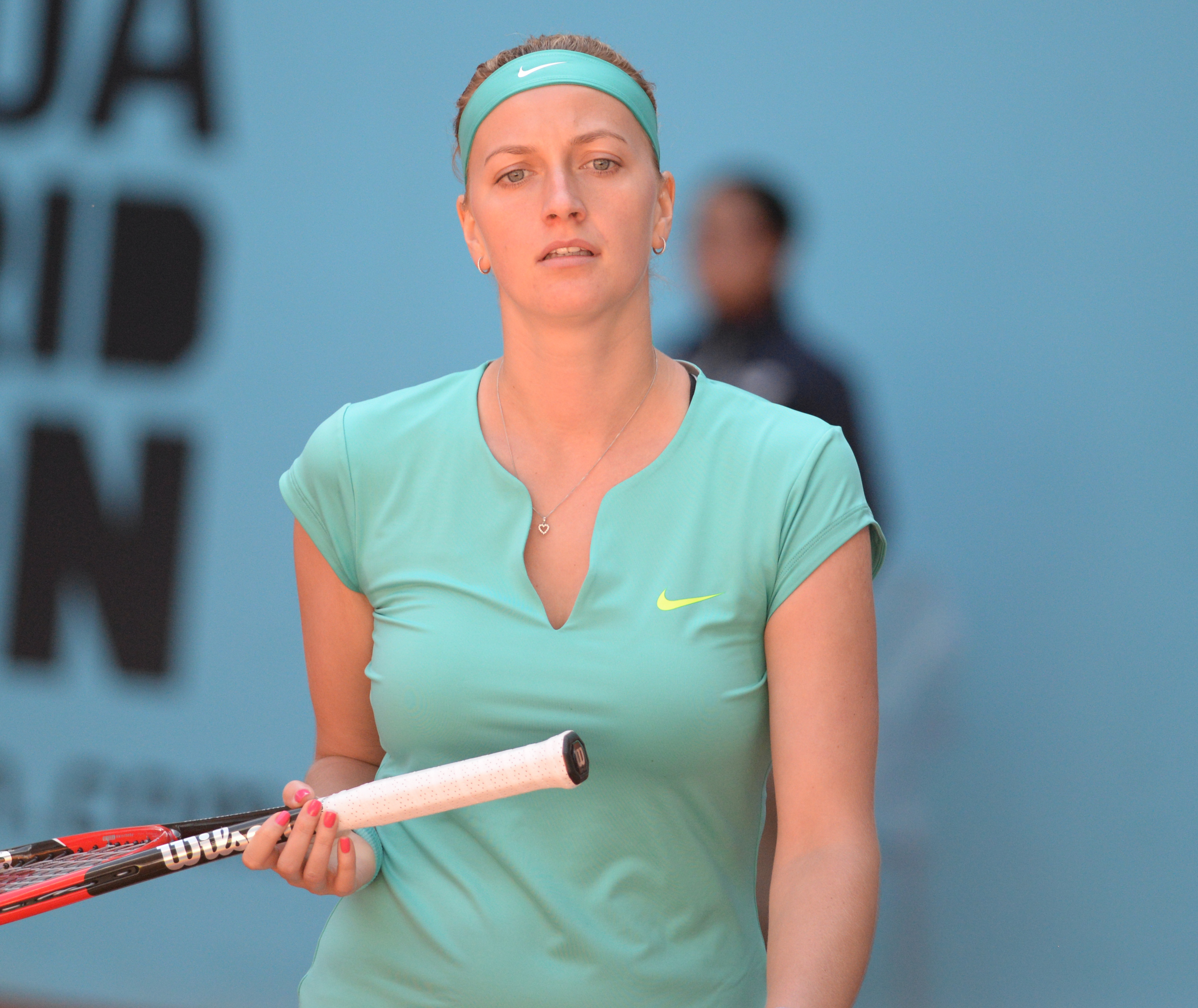
Petra Kvitová egyike a három versenyzőnek, aki győzött a világelső ellen
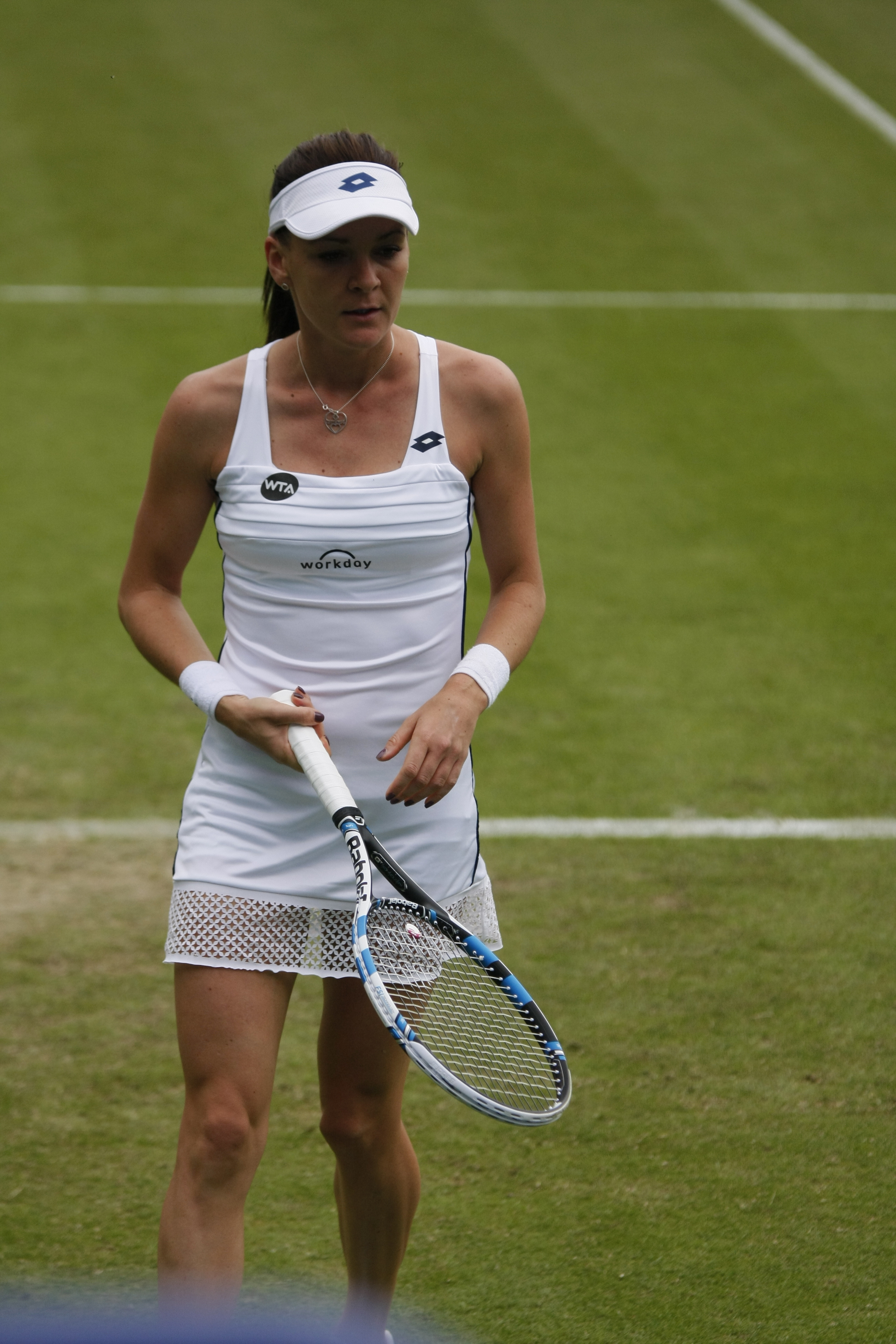
Agnieszka Radwańska Wimbledon elődöntőse volt
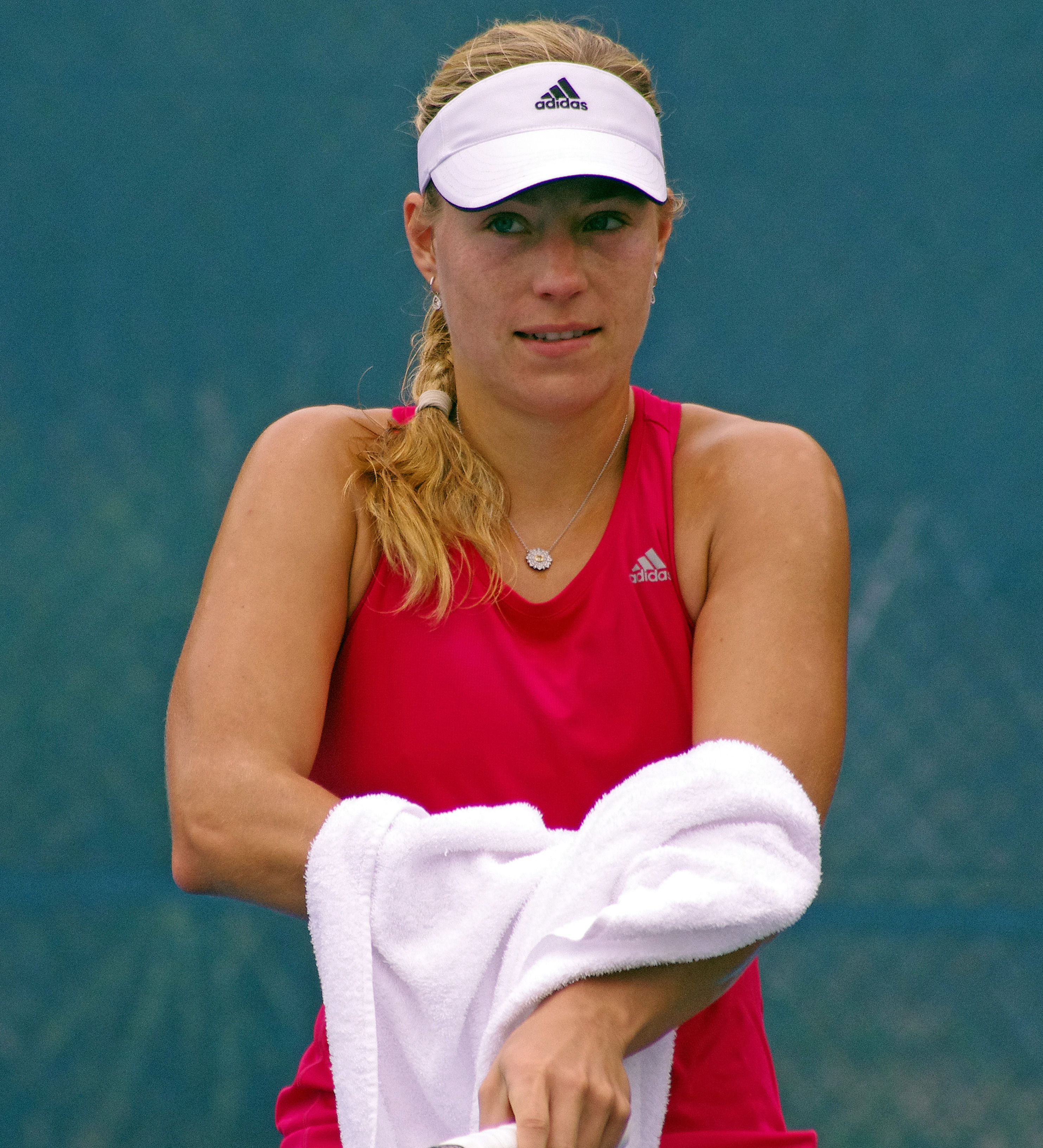
Angelique Kerber 2015-ben négy tornagyőzelmet aratott
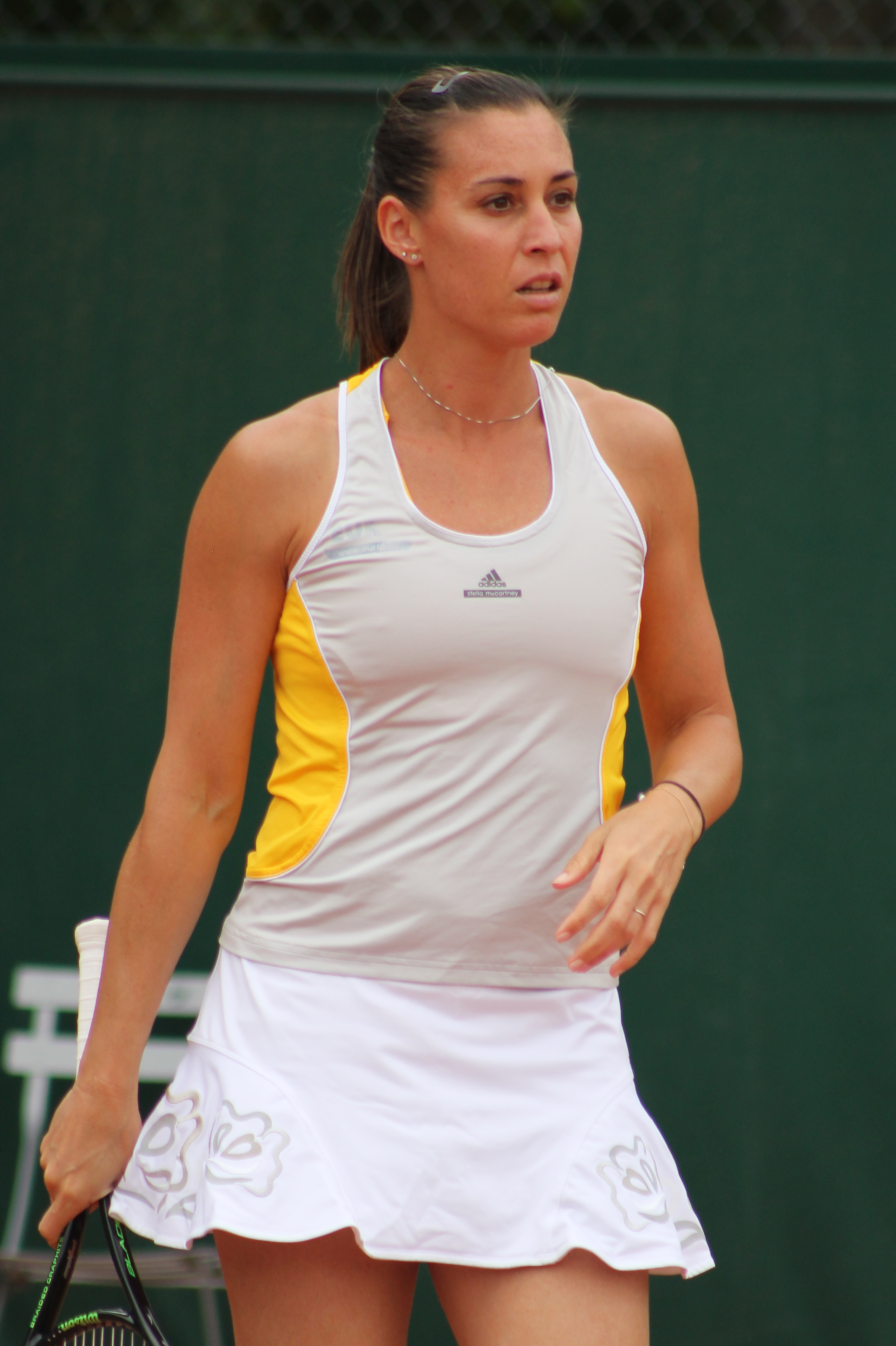
Flavia Pennetta a US Open győztese
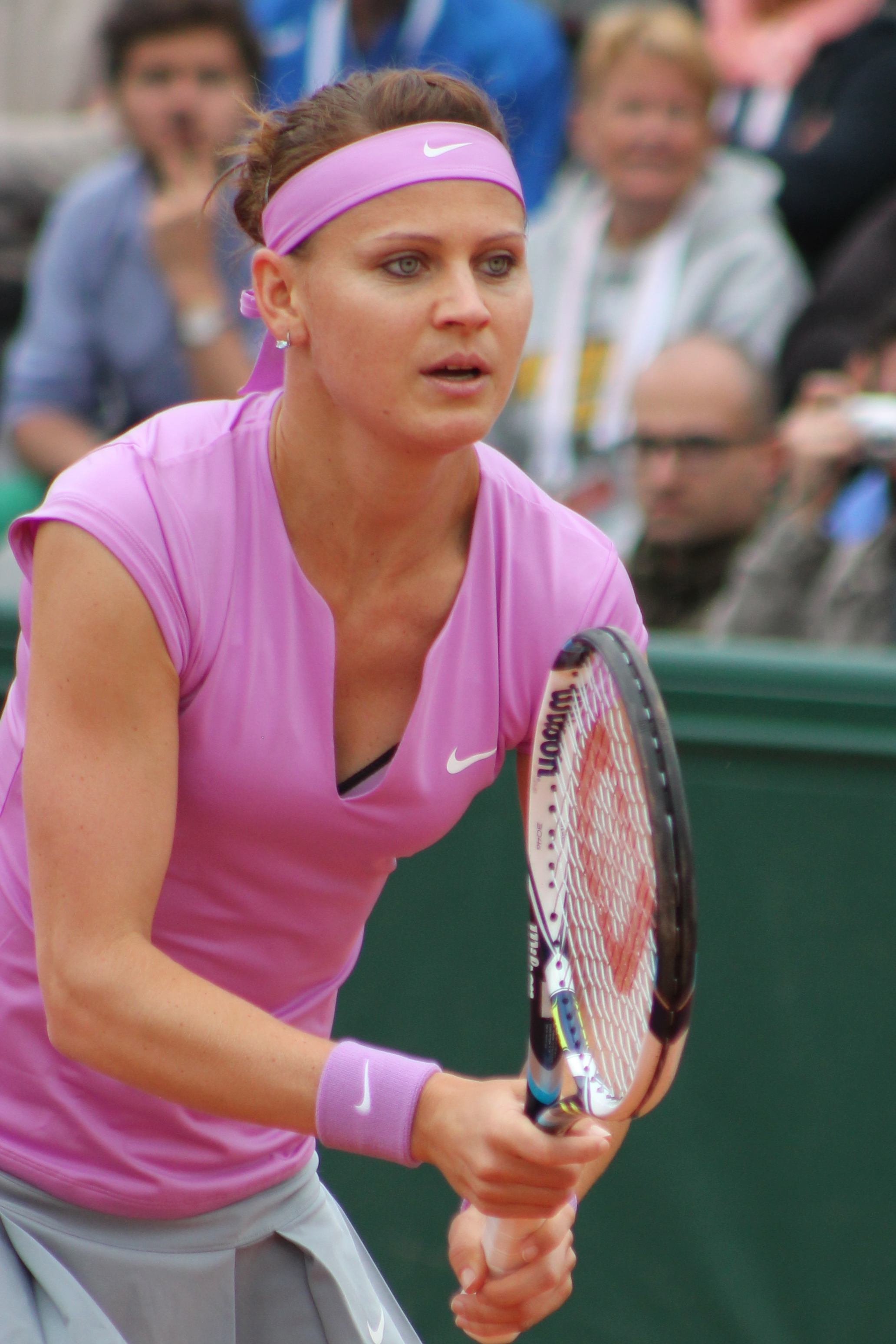
Lucie Šafářová első Grand Slam döntője volt az idei Roland Garros

#### Egymás elleni eredmények
|   | Versenyző           | Halep | Muguruza | Sarapova | Kvitová | Radwańska | Kerber | Pennetta | Šafářová | Össz. | Idei eredm. |
| - | ------------------- | ----- | -------- | -------- | ------- | --------- | ------ | -------- | -------- | ----- | ----------- |
| 1 | Simona Halep        |       | 1–2      | 0–5      | 2–0     | 4–4       | 3–0    | 1–4      | 3–1      | 14–16 | 48–15       |
| 2 | Garbiñe Muguruza    | 2–1   |          | 0–3      | 0–0     | 4–2       | 3–3    | 3–0      | 0–1      | 12–10 | 38–18       |
| 3 | Marija Sarapova     | 5–0   | 3–0      |          | 6–3     | 12–2      | 4–3    | 2–3      | 4–2      | 36–13 | 34–8        |
| 4 | Petra Kvitová       | 0–2   | 0–0      | 3–6      |         | 6–2       | 4–2    | 3–4      | 7–0      | 23–16 | 35–13       |
| 5 | Agnieszka Radwańska | 4–4   | 2–4      | 2–12     | 2–6     |           | 6–5    | 5–3      | 1–4      | 22–38 | 48–23       |
| 6 | Angelique Kerber    | 0–3   | 3–3      | 3–4      | 2–4     | 5–6       |        | 2–4      | 1–1      | 16–25 | 48–19       |
| 7 | Flavia Pennetta     | 4–1   | 0–3      | 3–2      | 4–3     | 3–5       | 4–2    |          | 1–4      | 19–20 | 27–16       |
| 8 | Lucie Šafářová      | 1–3   | 1–0      | 2–4      | 0–7     | 4–1       | 1–1    | 4–1      |          | 13–17 | 31–18       |

### Páros
| #      | Versenyzők                                          | Pont  | Verseny | Kvalif. dátuma |
| ------ | --------------------------------------------------- | ----- | ------- | -------------- |
| 1      | Martina Hingis (SUI) · Szánija Mirza (IND)          | 5,886 | 12      | Július 14      |
| 2      | Bethanie Mattek-Sands (USA) · Lucie Šafářová (CZE)  | 5,490 | 8       | Augusztus 16   |
| sérült | Casey Dellacqua (AUS) · Jaroszlava Sbedova (KAZ)    | 4,721 | 7       | Szeptember 15  |
| sérült | Jekatyerina Makarova (RUS) · Jelena Vesznyina (RUS) | 4,586 | 10      | Szeptember 15  |
| 3      | Babos Tímea (HUN) · Kristina Mladenovic (FRA)       | 4,235 | 17      | Október 5      |
| 4      | Katarina Srebotnik (SLO) · Caroline Garcia (FRA)    | 3,705 | 18      | Október 9      |
| 5      | Csan Hao-csing (TPE) · Csan Jung-zsan (TPE)         | 3,705 | 13      | Október 10     |
| 6      | Raquel Kops-Jones (USA) · Abigail Spears (USA)      | 3,280 | 19      | Október 17     |
| 7      | Andrea Hlaváčková (CZE) · Lucie Hradecká (CZE)      | 3,130 | 17      | Október 20     |
| 8      | Garbiñe Muguruza (ESP) · Carla Suárez Navarro (ESP) | 3,100 | 13      | Október 22     |

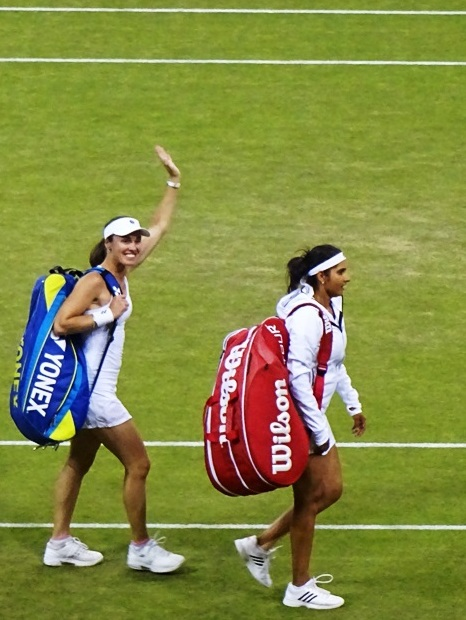
Martina Hingis és Szánija Mirza nyerte a 2015-ös wimbledoni tenisztorna páros versenyét

Július 4-én a svájci Martina Hingis és az indiai Szánija Mirza kvalifikálta magát elsőként a szingapúri döntőbe.

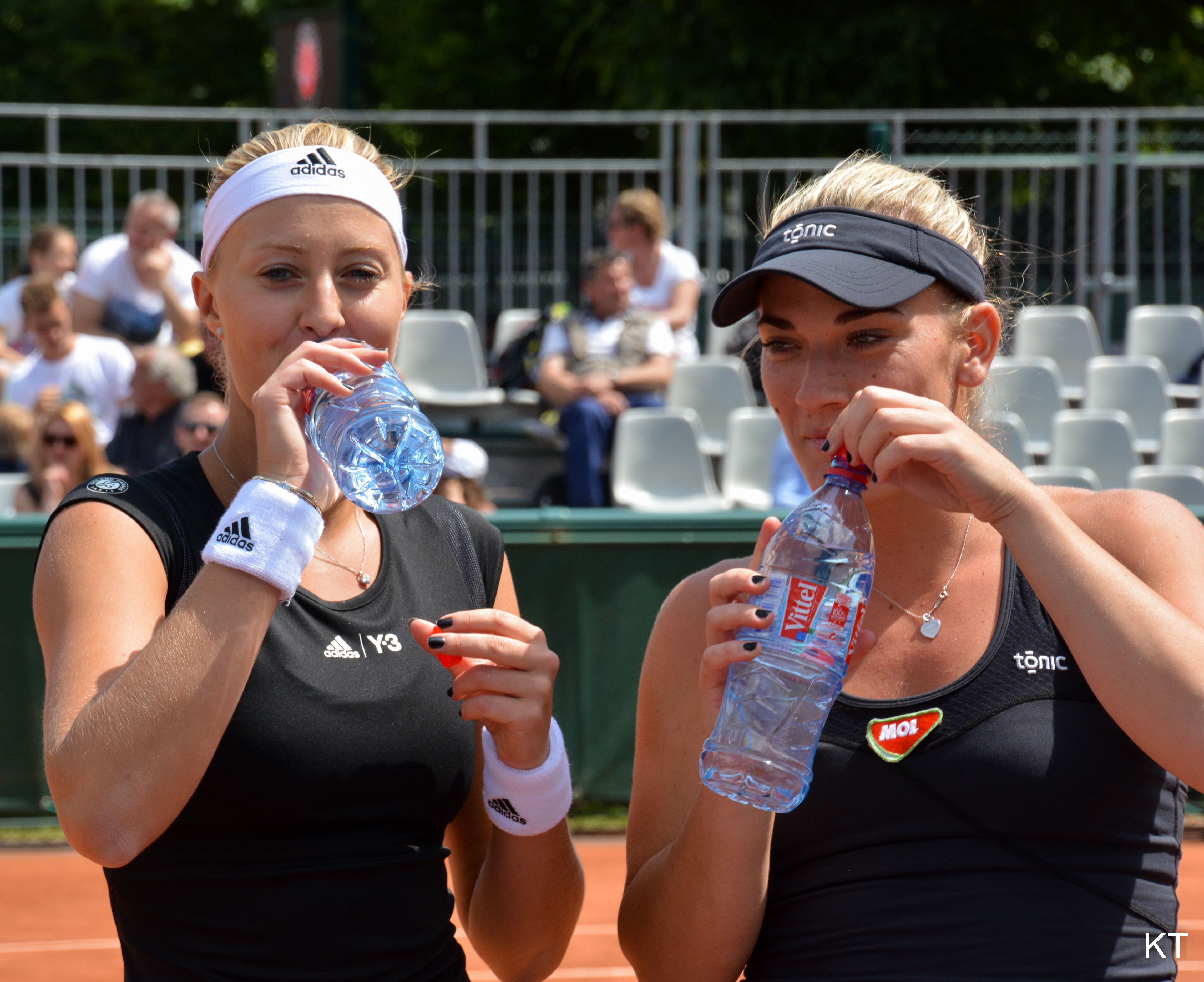
Babos Tímea és Kristina Mladenovic

A tenisz történetében első alkalommal kvalifikálta magát magyar versenyző az évvégi döntőbe Babos Tímea személyében, aki a francia Kristina Mladenovic páros partnereként október 5-én ötödikként vívta ki a jogot a szereplésre. Két páros visszalépése miatt a 3. kiemeltként indulnak.

#### Egymás elleni eredmények
|   | Versenyzők                            | Hingis Mirza | Mattek-Sands Šafářová | Babos Mladenovic | Garcia Srebotnik | Csan | Kops-Jones Spears | Hlaváčková Hradecká | Muguruza Navarro | Össz. | Idei eredm. |
| - | ------------------------------------- | ------------ | --------------------- | ---------------- | ---------------- | ---- | ----------------- | ------------------- | ---------------- | ----- | ----------- |
| 1 | Martina Hingis Szánija Mirza          |              | 0–2                   | 1–1              | 1–2              | 4–1  | 2–0               | 0–0                 | 0–0              | 8–6   | 50–7        |
| 2 | Bethanie Mattek-Sands Lucie Šafářová  | 2–0          |                       | 1–0              | 3–0              | 0–0  | 0–1               | 1–0                 | 0–0              | 7–1   | 28–4        |
| 3 | Babos Tímea Kristina Mladenovic       | 1–1          | 0–1                   |                  | 2–0              | 0–0  | 0–2               | 0–0                 | 1–1              | 4–5   | 31–14       |
| 4 | Caroline Garcia Katarina Srebotnik    | 2–1          | 0–3                   | 0–2              |                  | 0–1  | 0–0               | 0–0                 | 0–0              | 2–7   | 31–17       |
| 5 | Csan Hao-csing Csan Jung-zsan         | 1–4          | 0–0                   | 0–0              | 1–0              |      | 1–2               | 1–0                 | 0–1              | 4–7   | 28–9        |
| 6 | Raquel Kops-Jones Abigail Spears      | 0–2          | 1–0                   | 2–0              | 0–0              | 2–1  |                   | 0–1                 | 0–0              | 5–4   | 30–16       |
| 7 | Andrea Hlaváčková Lucie Hradecká      | 0–0          | 0–1                   | 0–0              | 0–0              | 0–1  | 1–1               |                     | 0–1              | 1–4   | 32–17       |
| 8 | Garbiñe Muguruza Carla Suárez Navarro | 0–0          | 0–0                   | 1–1              | 0–0              | 1–0  | 0–0               | 1–0                 |                  | 3–1   | 23–11       |

## A csoportmérkőzések

### Egyéni

#### Vörös csoport
|   |                     | Halep       | Sarapova      | Radwańska     | Pennetta    | Gy–V | Szett Gy–V | Játék Gy–V    | Helyezés |
| 1 | Simona Halep        |             | 4–6, 4–6      | 6–7(5), 1–6   | 6–0, 6–3    | 1–2  | 2–4 (33%)  | 27–28 (49,1%) | 3        |
| 3 | Marija Sarapova     | 6–4, 6–4    |               | 4–6, 6–3, 6–4 | 7–5, 6–1    | 3–0  | 6–1 (86%)  | 41–27 (60,3%) | 1        |
| 5 | Agnieszka Radwańska | 7–6(5), 6–1 | 6–4, 3–6, 4–6 |               | 6–7(5), 4–6 | 1–2  | 3–4 (43%)  | 36–36 (50%)   | 2        |
| 7 | Flavia Pennetta     | 0–6, 3–6    | 5–7, 1–6      | 7–6(5), 6–4   |             | 1–2  | 2–4 (33%)  | 22–35 (38,6%) | 4        |

#### Fehér csoport
|   |                  | Muguruza      | Kvitová       | Kerber      | Šafářová    | Gy–V | Szett Gy–V  | Játék Gy–V    | Helyezés |
| 2 | Garbiñe Muguruza |               | 6–4, 4–6, 7–5 | 6–4, 6–4    | 6–3, 7–6(4) | 3–0  | 6–1 (85,7%) | 42–32 (56,8%) | 1        |
| 4 | Petra Kvitová    | 4–6, 6–4, 5–7 |               | 2–6, 6–7(3) | 7–5, 7–5    | 1–2  | 3–4 (42,9%) | 37–40 (48,1%) | 2        |
| 6 | Angelique Kerber | 4–6, 4–6      | 6–2, 7–6(3)   |             | 4–6, 3–6    | 1–2  | 2–4 (33,3%) | 28–32 (46,7%) | 4        |
| 8 | Lucie Šafářová   | 3–6, 6–7(4)   | 5–7, 5–7      | 6–4, 6–3    |             | 1–2  | 2–4 (33,3%) | 31–34 (47,7%) | 3        |

### Páros

#### Vörös csoport
|   |                                  | Hingis Mirza | Babos Mladenovic | Kopes-Jones Spears  | Hlaváčková Hradecká | Gy–V | Szett Gy–V  | Játék Gy–V    | Helyezés |
| 1 | Martina Hingis Szánija Mirza     |              | 6–4, 7–5         | 6–4, 6–2            | 6–3, 6–4            | 3–0  | 6–0 (100%)  | 37–22 (62,7%) | 1        |
| 4 | Babos Tímea Kristina Mladenovic  | 4–6, 5–7     |                  | 7–6(5), 6–2         | 1–6, 2–6            | 1–2  | 2–4 (33,3%) | 25–33 (43,1%) | 3        |
| 6 | Raquel Kops-Jones Abigail Spears | 4–6, 2–6     | 6–7(5), 2–6      |                     | 6–3, 3–6, 1–0(11–9) | 1–2  | 2–5 (28,6%) | 24–34 (41,4%) | 4        |
| 7 | Andrea Hlaváčková Lucie Hradecká | 3–6, 4–6     | 6–1, 6–2         | 3–6, 6–3, 0–1(9–11) |                     | 1–2  | 3–4 (42,9%) | 28–25 (52,8%) | 2        |

#### Fehér csoport
|   |                                       | Mattek-Sands Šafářová | Csan        | Garcia Srebotnik | Muguruza Suárez Navarro | Gy–V | Szett Gy–V  | Játék Gy–V    | Helyezés |
| 2 | Bethanie Mattek-Sands Lucie Šafářová  |                       | 2–6, 2–6    | 2–6, 0–3 feladta | 6–3, 7–6(1)             | 1–2  | 2–4 (33,3%) | 19–30 (38,8%) | 4        |
| 3 | Csan Hao-csing Csan Jung-zsan         | 6–2, 6–2              |             | 6–4, 7–6(5)      | 5–7, 4–6                | 2–1  | 4–2 (66,7%) | 34–27 (55,7%) | 2        |
| 5 | Caroline Garcia Katarina Srebotnik    | 6–2, 3–0 feladta      | 4–6, 6–7(5) |                  | 5–7, 2–6                | 1–2  | 2–4 (33,3%) | 26–28 (48,1%) | 3        |
| 8 | Garbiñe Muguruza Carla Suárez Navarro | 3–6, 6–7(1)           | 7–5, 6–4    | 7–5, 6–2         |                         | 2–1  | 4–2 (66,7%) | 35–29 (54,7%) | 1        |

## A végső szakasz

### Egyéni
|  | Elődöntők | Elődöntők           | Elődöntők | Elődöntők           | Elődöntők |   |               | Döntő | Döntő | Döntő | Döntő | Döntő |  |
|  |           |                     |           |                     |           |   |               |       |       |       |       |       |  |
|  | 3         | Marija Sarapova     | 3         | 6³                  |           |   |               |       |       |       |       |       |  |
|  | 3         | Marija Sarapova     | 3         | 6³                  |           |   |               |       |       |       |       |       |  |
|  | 4         | Petra Kvitová       | 6         | 7                   |           |   |               |       |       |       |       |       |  |
|  | 4         | Petra Kvitová       | 6         | 7                   |           | 4 | Petra Kvitová | 2     | 6     | 3     |       |       |  |
|  |           |                     |           |                     |           | 4 | Petra Kvitová | 2     | 6     | 3     |       |       |  |
|  |           |                     | 5         | Agnieszka Radwańska | 6         | 4 | 6             |       |       |       |       |       |  |
|  | 2         | Garbiñe Muguruza    | 5         | Agnieszka Radwańska | 6         | 4 | 6             | 7     | 3     | 5     |       |       |  |
|  | 2         | Garbiñe Muguruza    |           |                     |           |   |               |       |       | 5     |       |       |  |
|  | 5         | Agnieszka Radwańska | 65        | 6                   | 7         |   |               |       |       |       |       |       |  |

### Páros
|  | Elődöntők | Elődöntők                             | Elődöntők | Elődöntők                             | Elődöntők |   |                              | Döntő | Döntő | Döntő | Döntő | Döntő |  |
|  |           |                                       |           |                                       |           |   |                              |       |       |       |       |       |  |
|  | 1         | Martina Hingis Szánija Mirza          | 6         | 6                                     |           |   |                              |       |       |       |       |       |  |
|  | 1         | Martina Hingis Szánija Mirza          | 6         | 6                                     |           |   |                              |       |       |       |       |       |  |
|  | 3         | Csan Hao-csing Csan Jung-zsan         | 4         | 2                                     |           |   |                              |       |       |       |       |       |  |
|  | 3         | Csan Hao-csing Csan Jung-zsan         | 4         | 2                                     |           | 1 | Martina Hingis Szánija Mirza | 6     | 6     |       |       |       |  |
|  |           |                                       |           |                                       |           | 1 | Martina Hingis Szánija Mirza | 6     | 6     |       |       |       |  |
|  |           |                                       | 8         | Garbiñe Muguruza Carla Suárez Navarro | 0         | 3 |                              |       |       |       |       |       |  |
|  | 8         | Garbiñe Muguruza Carla Suárez Navarro | 8         | Garbiñe Muguruza Carla Suárez Navarro | 0         | 3 | 78                           | 6     |       |       |       |       |  |
|  | 8         | Garbiñe Muguruza Carla Suárez Navarro |           |                                       |           |   |                              |       |       |       |       |       |  |
|  | 7         | Andrea Hlaváčková Lucie Hradecká      | 6         | 0                                     |           |   |                              |       |       |       |       |       |  |